# Brentford Community Stadium
Brentford Community Stadium är en fotbollsarena i Brentford, västra London som är hemmaarena för fotbollsklubben Brentford FC och rugbyklubben London Irish. Arenan har en kapacitet på 17 250 personer och invigdes den 1 september 2020. Brentford Community Stadium är ersättare till Griffin Park som invigdes år 1904.